# K-nearest neighbors
Il k-nearest neighbors (traducibile come primi k-vicini), abbreviato in K-NN,  è un algoritmo utilizzato nel riconoscimento di pattern per la classificazione di oggetti basandosi sulle caratteristiche degli oggetti vicini a quello considerato. In entrambi i casi, l'input è costituito dai k esempi di addestramento più vicini nello spazio delle funzionalità. L'output dipende dall'utilizzo di k-NN per la classificazione o la regressione:
Nella classificazione k-NN, l'output è un'appartenenza a una classe. Un oggetto è classificato da un voto di pluralità dei suoi vicini, con l'oggetto assegnato alla classe più comune tra i suoi k vicini più vicini (k è un numero intero positivo, tipicamente piccolo). Se k = 1, l'oggetto viene semplicemente assegnato alla classe di quel singolo vicino più prossimo.
Nella regressione k-NN, l'output è il valore della proprietà per l'oggetto. Questo valore è la media dei valori di k vicini più vicini.

## Caratteristiche principali
È l'algoritmo più semplice fra quelli utilizzati nell'apprendimento automatico (machine learning).

### Il parametrok
Un oggetto è classificato in base alla maggioranza dei voti dei suoi k vicini. k è un intero positivo tipicamente non molto grande. Se k=1 allora l'oggetto viene assegnato alla classe del suo vicino. In un contesto binario in cui sono presenti esclusivamente due classi è opportuno scegliere k dispari per evitare di ritrovarsi in situazioni di parità.
Questo metodo può essere utilizzato per la tecnica di regressione assegnando all'oggetto la media dei valori dei k oggetti suoi vicini.
Considerando solo i voti dei k oggetti vicini c'è l'inconveniente dovuto alla predominanza delle classi con più oggetti. In questo caso può risultare utile pesare i contributi dei vicini in modo da dare, nel calcolo della media, maggior importanza in base alla distanza dall'oggetto considerato.

### Scelta del parametrok
La scelta di k dipende dalle caratteristiche dei dati. Generalmente all'aumentare di k si riduce il rumore che compromette la classificazione, ma il criterio di scelta per la classe diventa più labile. La scelta può esser presa attraverso tecniche di euristica, come ad esempio la convalida incrociata.

## L'algoritmo

### Fase di apprendimento
Lo spazio viene partizionato in regioni in base alle posizioni e alle caratteristiche degli oggetti di apprendimento. Questo può essere considerato come l'insieme d'apprendimento per l'algoritmo, anche se esso non è esplicitamente richiesto dalle condizioni iniziali.

### Calcolo della distanza
Ai fini del calcolo della distanza gli oggetti sono rappresentati attraverso vettori di posizione in uno spazio multidimensionale. Di solito viene usata la distanza euclidea, ma anche altri tipi di distanza sono ugualmente utilizzabili, ad esempio la distanza Manhattan. Nel caso in cui si debbano manipolare stringhe e non numeri si possono usare altre distanze quali ad esempio la distanza di Hamming. L'algoritmo è sensibile alla struttura locale dei dati.

### Fase di classificazione
Un punto (che rappresenta un oggetto) è assegnato alla classe C se questa è la più frequente fra i k esempi più vicini all'oggetto sotto esame, la vicinanza si misura in base alla distanza fra punti.
I vicini sono presi da un insieme di oggetti per cui è nota la classificazione corretta. Nel caso della regressione  per il calcolo della media (classificazione) si usa il valore della proprietà considerata.

## Esempio di utilizzo
In figura è rappresentato un esempio di classificazione mediante kNN. Il punto sotto osservazione è il pallino verde. Le classi sono due: 
- quella dei triangolini rossi;
- quella dei quadratini blu.

Se k = 3 (cioè vengono considerati i 3 oggetti più vicini), allora il pallino verde viene inserito nella stessa classe dei triangolini rossi perché sono presenti 2 triangolini e 1 quadratino. Se k = 5 allora viene inserito nella stessa classe dei quadratini blu perché sono presenti 3 quadratini e 2 triangolini.

## Valutazioni

### Inconvenienti
Il calcolo delle distanze è computazionalmente oneroso e proporzionale alla taglia dell'insieme di dati sotto esame. Gli algoritmi proposti che migliorano questo inconveniente cercano principalmente di diminuire il numero di distanze da calcolare per la decisione. In alcuni casi si cerca di partizionare lo spazio vettoriale e si calcolano solo le distanze tra volumi dello spazio vettoriale.

### Algoritmi simili
Di seguito sono elencati alcuni algoritmi della tipologia k-NN:
- k-Most Similar Neighbour (k-MSN)
- Linear scan
- Kd-trees
- Balltrees
- Metric trees
- Locality-sensitive hashing (LSH)
- Agglomerative-Nearest-Neighbour
- Redundant Bit Vectors (RBV)

### Pregi
Al tendere della quantità di dati all'infinito l'algoritmo non supera mai di due volte il Bayes error rate (il minimo errore dovuto alla distribuzione dei dati). Per alcuni valori di k, con k che cresce in funzione della mole di dati, l'algoritmo raggiunge il Bayes error rate.

#### Variabili continue
k-NN può essere utilizzato, con opportuni adattamenti, per stimare variabili continue. Questo tipo di implementazione utilizza una media pesata basata sull'inverso della distanza.